# Médaille Rittenhouse
Pour les articles homonymes, voir Rittenhouse.
La médaille Rittenhouse est décernée par la  Société Astronomique Rittenhouse pour des réalisations exceptionnelles dans la science de l'Astronomie. La médaille est à l'origine frappée pour commémorer le bicentenaire de la naissance de David Rittenhouse, le 8 avril 1932. En 1952, la Société crée une médaille d'argent décernée à des astronomes pour des réalisations dignes de mention dans la science astronomique. La médaille d'argent est frappée à partir de la matrice (avers) utilisée pour la médaille du bicentenaire.
| Année             | Récipiendaire                       | Affiliation                                                    |
| ----------------- | ----------------------------------- | -------------------------------------------------------------- |
| Médaille          |                                     |                                                                |
| 1933              | Frank Schlesinger                   | Director Yale Observatory                                      |
| 1934              | Robert G. Aitken                    | Director Lick Observatory                                      |
| 1935              | Harlow Shapley                      | Mount Wilson Observatory                                       |
| 1936              | Robert McMath                       | Director McMath-Hulbert Observatory                            |
| 1937              | Armin O. Leuschner                  | Berkley Astronomical Department                                |
| 1938              | Knut Lundmark                       | Professor of Astronomy, University of Lund, Sweden             |
| 1940              | Gustavus Wynne Cook                 | Director Cook Observatory                                      |
| 1940              | John A. Miller                      | Director Emeritus, Sproul Observatory                          |
| 1943              | Forest Ray Moulton                  | Secretary, American Association for the Advancement of Science |
| 1943              | Samuel Fels                         | Philanthropist and Donor of Fels Planetarium                   |
| Médaille d'argent |                                     |                                                                |
| 1952              | Gerard P. Kuiper                    | Director Yerkes Observatory                                    |
| 1953              | Harlow Shapley                      | Director Harvard Observatory                                   |
| 1954              | Otto Struve                         | President International Astronomical Union                     |
| 1955              | Harold Spencer Jones                | Astronomer Royal of England                                    |
| 1958              | Lyman Spitzer, Jr.                  | Director Princeton University Observatory                      |
| 1959              | Bengt Stromgren                     | Professor; Institute for Advanced Study, Princeton             |
| 1960              | Fred Hoyle                          | Plumian Professor of Astronomy, Cambridge University           |
| 1961              | Cecilia Payne-Gaposchkin            | Professor Harvard University                                   |
| 1965              | Peter Van De Kamp                   | Director Sproul Observatory, Swarthmore College                |
| 1966              | Martin Schwarzschild                | Professor; Princeton University                                |
| 1967              | Helen Sawyer Hogg                   | Harvard Observatory                                            |
| 1968              | Allan Sandage                       |                                                                |
| 1980              | Carl Sagan                          |                                                                |
| 1988              | Carolyn Shoemaker, Eugene Shoemaker |                                                                |
| 1990              | Clyde Tombaugh                      |                                                                |